# M. Conitzer & Söhne

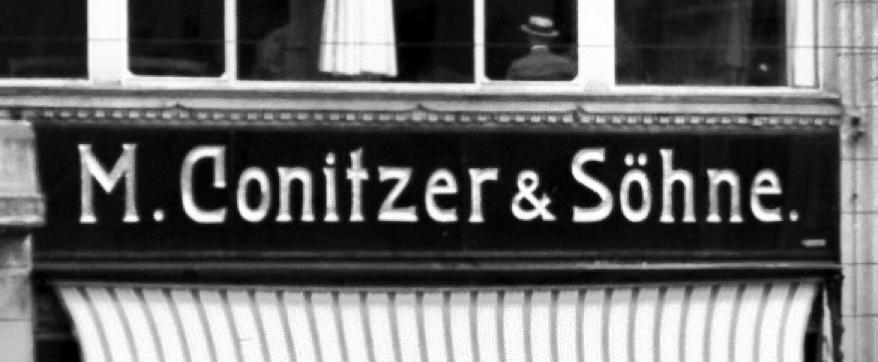
Firmenschild M. Conitzer & Söhne, Allenstein, Provinz Ostpreußen, 1924

Die Firma M. Conitzer & Söhne war eine im Jahr 1882 in Marienwerder, Pommern, Provinz Westpreußen, gegründete Warenhaus-Kette der Bekleidungsbranche, ein Manufaktur- und Kurzwarengeschäft. Sie expandierte in der Folge vom Osten des Deutschen Reiches nach Westen, vom ostpreußischen Insterburg bis zum rechtsrheinischen Duisburg sowie vom Norden nach Süden, vom mecklenburgischen Schwerin bis zum oberfränkischen Coburg. Die rund 40 einzelnen Kaufhäuser wurden von Angehörigen und Nachfahren der weit verzweigten Gründerfamilie Conitzer betrieben. Ab 1927 bildeten 22 zusammengeschlossene Standorte des Konzerns einen gemeinsamen Zentraleinkauf mit 14 Kaufhäusern von Hermann Tietz. Um 1929 zählte der Konzern zu den bedeutendsten Waren- und Textilkaufhausketten im Deutschen Reich. Während der Zeit des Nationalsozialismus wurden die Kaufhäuser von Mitte bis Ende der 1930er Jahre „entjudet“ bzw. zugunsten von nicht-jüdischen Deutschen „arisiert“, die jüdischen Anteilseigner diskriminiert, systematisch entrechtet, weitgehend ersatzlos enteignet, aus dem Land entweder vertrieben oder deportiert und ermordet. Dies betraf nach Recherchen eines US-amerikanischen Nachfahren der Familie insgesamt rund 400 Angehörige.

## Gründung

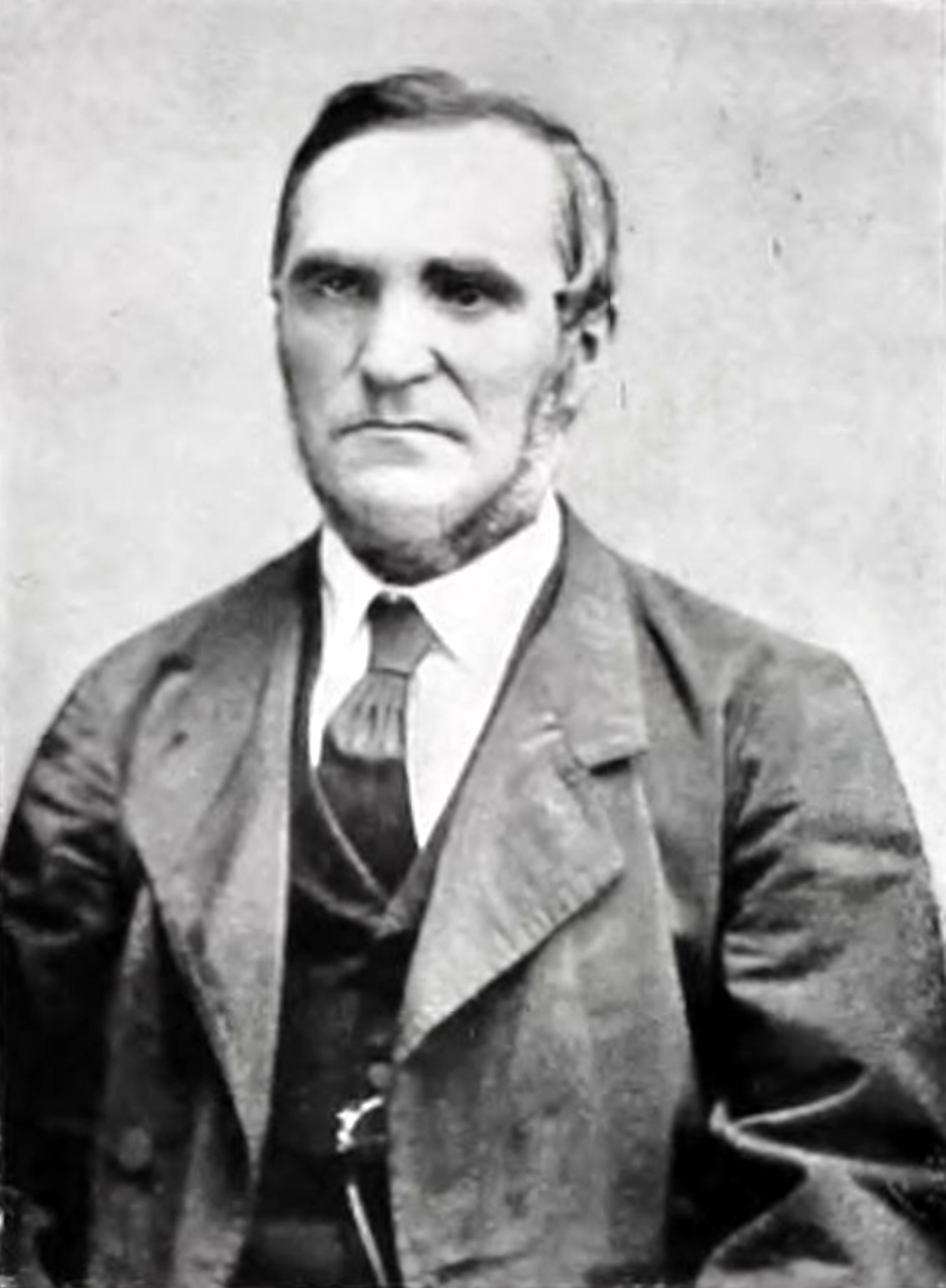
Moses Juda Conitzer (1822–1902)
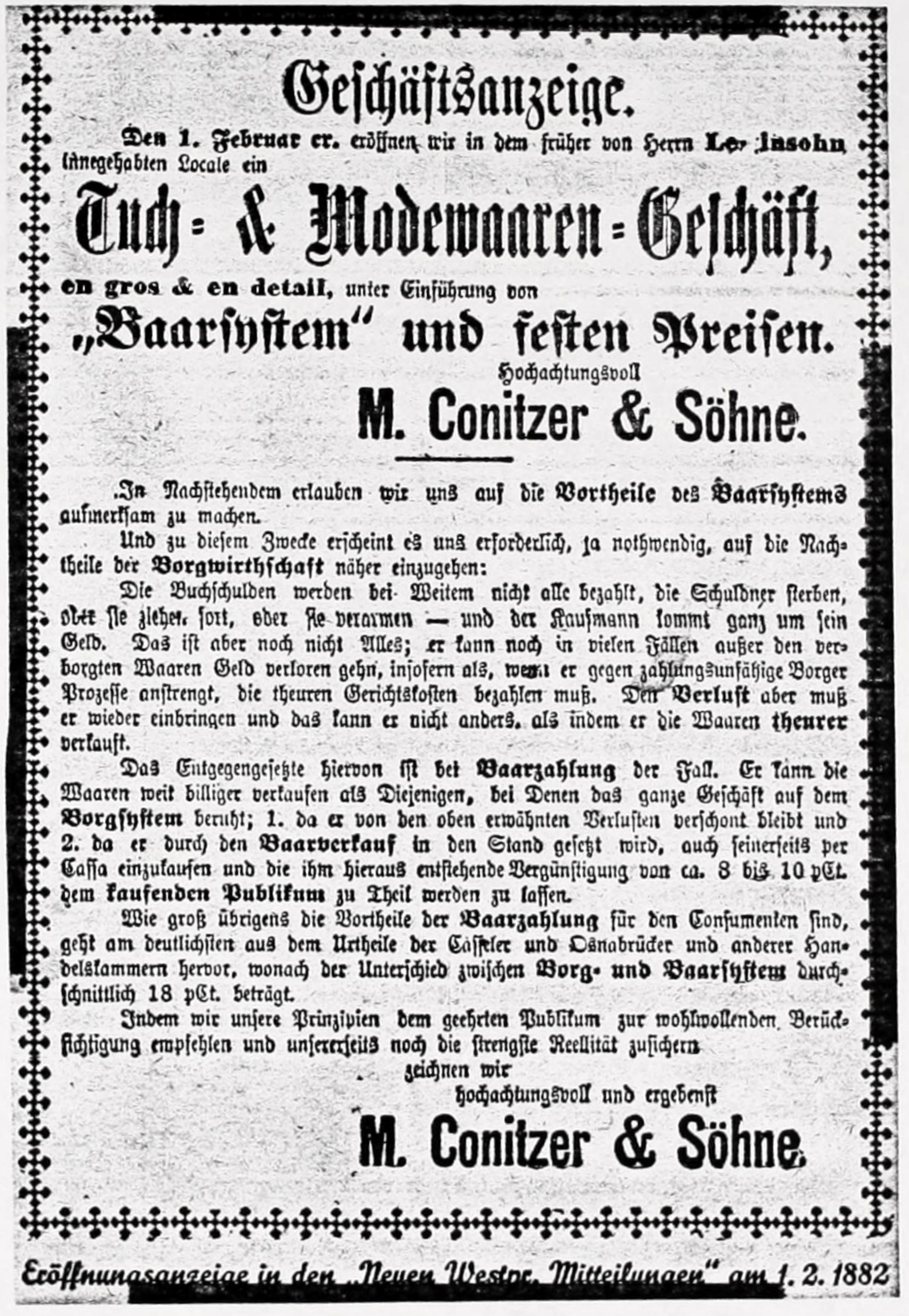
Werbeanzeige, 1882
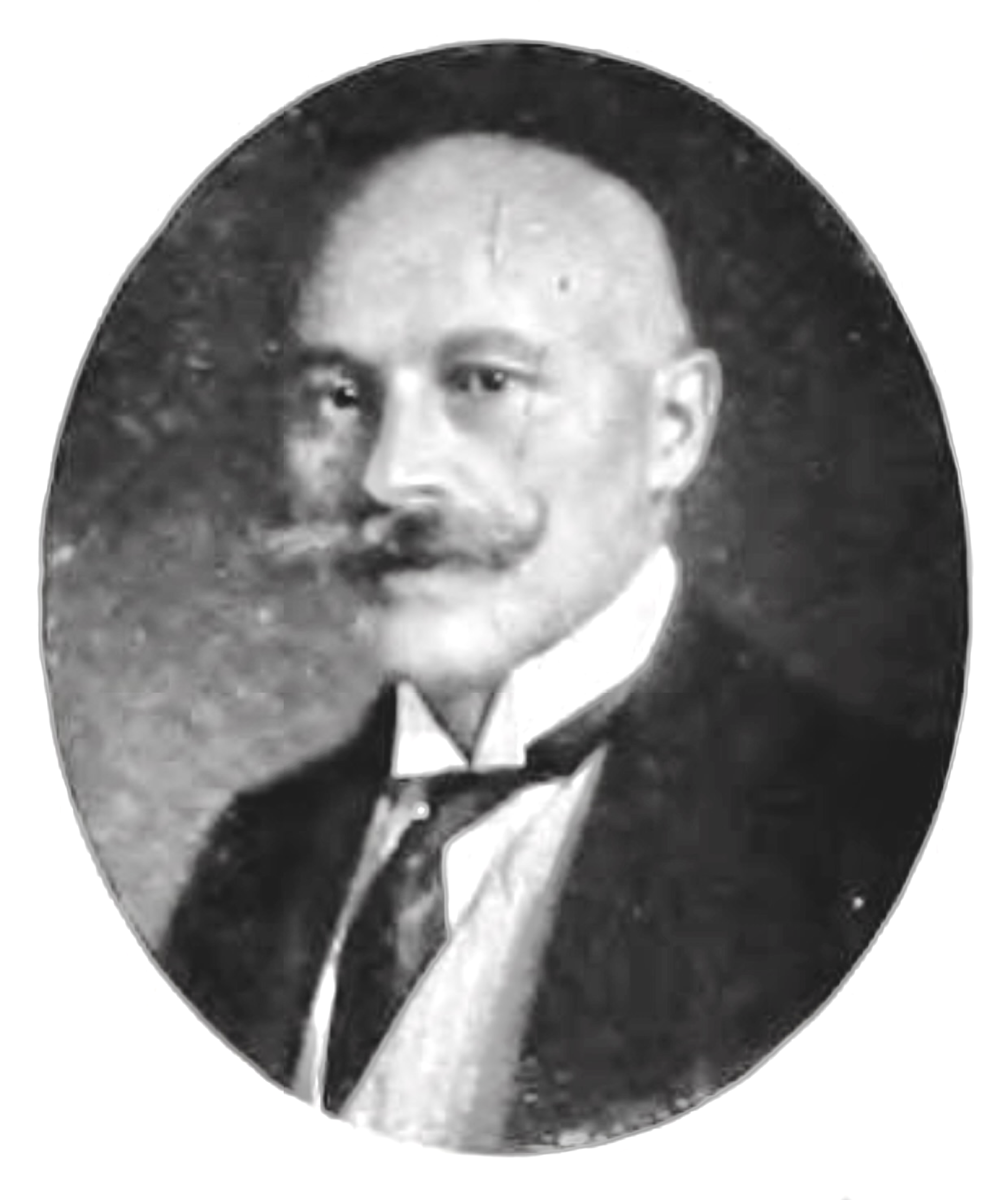
Nathan Conitzer (1857–1933)
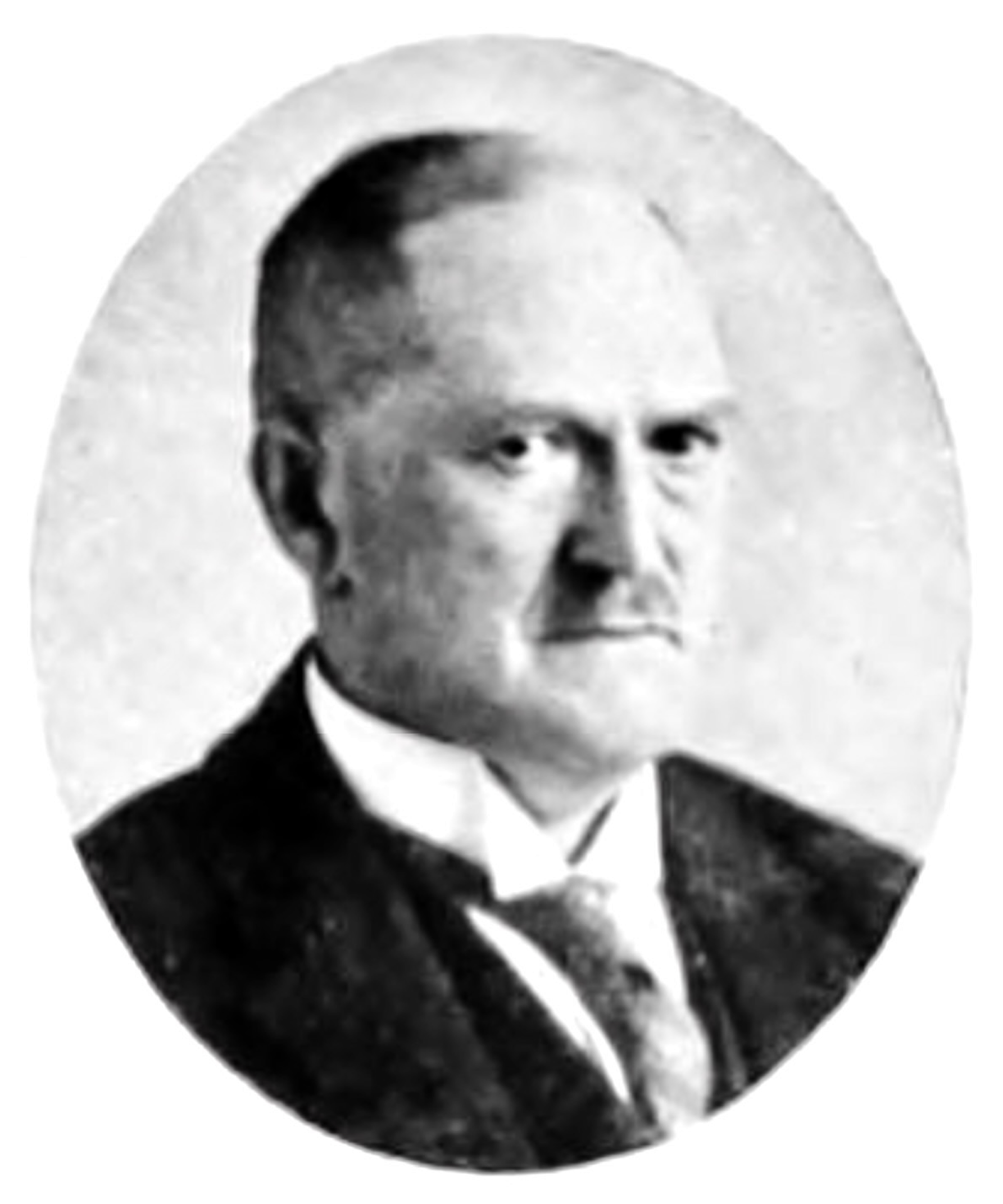
Alexander Conitzer II (1859–1951)
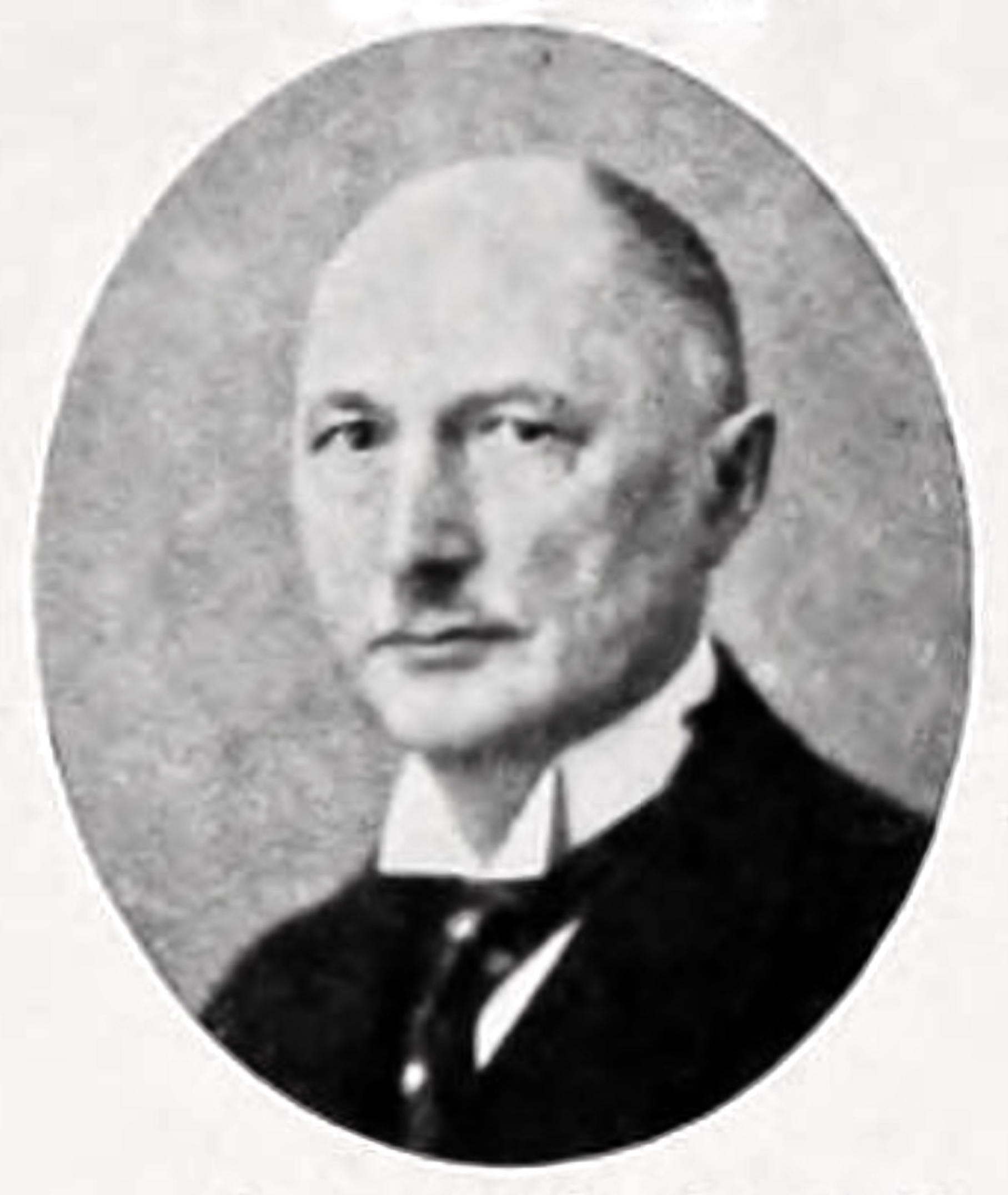
Hermann Conitzer (1862–1936)

Die Firma M. Conitzer & Söhne wurde am 1. Februar 1882 durch Moses Juda Conitzer (geboren am 3. Februar 1822 in Zempelburg, Provinz Westpreußen; gestorben am 5. Februar 1902 in Marienwerder, Provinz Westpreußen) und seine Söhne Nathan (geboren am 27. Mai 1857 in Schwetz an der Weichsel, Provinz Westpreußen; gestorben am 27. Dezember 1933 in Berlin), Alexander II (geboren am 19. Oktober 1859 in Jeschewo; gestorben am 4. August 1951 in Los Angeles, Kalifornien, USA) und Hermann Conitzer (geboren am 1. Februar 1862 in Jeschewo; gestorben am 29. Oktober 1936 in Berlin) in Marienwerder, Provinz Westpreußen, gegründet. Moses Conitzer hatte bereits seit 1848 mit seinen Brüdern Oser (1828–1889) und Alexander I (1823–1898) in dem Ort Jeschewo an der Weichsel Handel betrieben.

## Neu eingeführtes „Barsystem“
Das Geschäftsprinzip der Firma M. Conitzer & Söhne war ebenso einfach wie revolutionär: statt „auf Buch“ einzukaufen (Warenkredit), ergo „anschreiben zu lassen“, eine Gewohnheit, die sowohl für die Kunden als auch die Geschäftsleute Risiken barg, propagierte das junge Unternehmen den Barverkauf, Festpreise, die Prüfungsmöglichkeit vor dem Kauf und das Umtauschrecht. Daran mussten sich sowohl die Kunden als auch die Mitbewerber erst gewöhnen. Letztere bezweifelten einen Erfolg dieses unerhörten Systems. Sowohl für die Kunden als auch das Unternehmen M. Conitzer & Söhne brachte es jedoch nur Vorteile: das Warenhaus konnte nun sehr viel preisgünstiger Ware in bar einkaufen und musste dafür keine Kredite mehr in Anspruch nehmen. Dadurch konnte es den erzielten Preisvorteil an seine Kunden weitergeben. Die Kunden behielten ihr Budget besser im Auge. Die bei M. Conitzer & Söhne gegenüber der Konkurrenz deutlich günstigeren Verkaufspreise zogen umgehend viele Kunden an und verkürzten die Gewöhnungsphase an das neue Barzahlungssystem enorm. Die einzelnen Kaufhäuser des Konzerns waren zumeist das größte oder gar das einzige Kaufhaus am Ort.

## Expansion durch Filialbetriebe

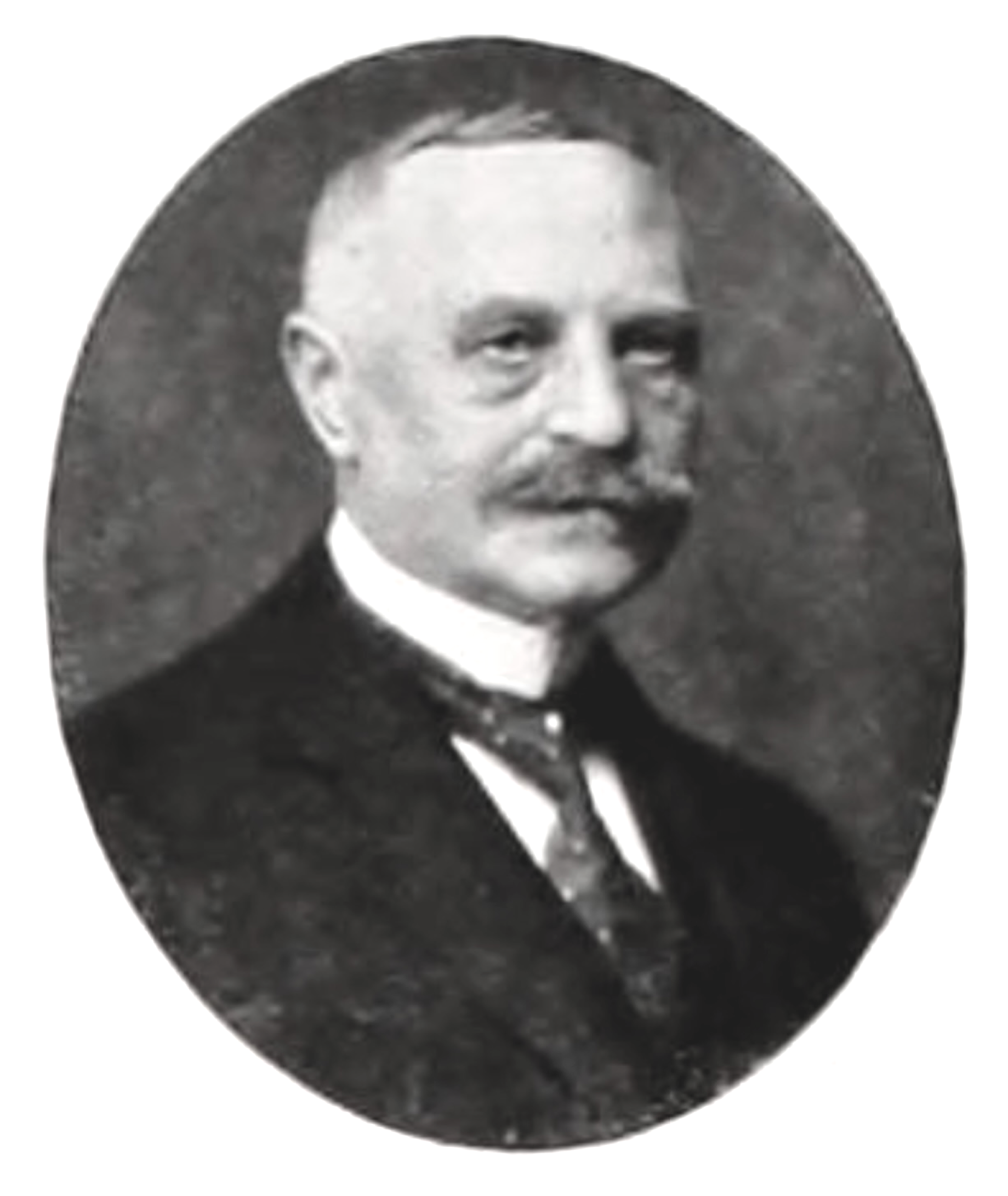
Rudolph Conitzer (1851–1932)

Schon bald reichten die Verkaufsräume nicht mehr aus, so dass in Marienwerder eine Filiale eröffnet werden musste, die Hermann Conitzer leitete. Er eröffnete im Jahr 1890 eine weitere Filiale in Brandenburg an der Havel. 1895 wurde eine Filiale in Gotha in Betrieb genommen, die von zwei Neffen des Gründers, Julius Israelski (1864–1918) und Sally Israelski (1870–1949), geführt wurde. Im Jahr 1901 eröffnete ein Enkel des Gründers, Arnold Flatauer (1874–1966), eine Filiale in Marienburg (Westpr.). 1903 starteten zwei weitere Neffen des Gründers, Max Frank (1865–1938) und Adolf Friedländer (1876–1944), eine zusätzliche Filiale im oberfränkischen Coburg. Die Gründer-Enkel Raphael Flatauer (1877–1943) und Siegfried Flatauer (1878–1944) eröffneten 1905 eine Filiale in Osnabrück. 1907 wurde eine Filiale in Allenstein (Masuren) eröffnet, die von Max Gabriel Berlowitz (1879–1944) und Frau S. Bennheim betrieben wurde. 1910 eröffnete eine Filiale in Bromberg (Pommern), geleitet durch Rudolph Conitzer (1851–1932) und Martin Davis (1881–1943), letzterer ein Schwiegersohn von Nathan Conitzer. Hermann Conitzer und dessen Neffe Alfred Conitzer eröffneten 1911 eine Filiale in Rathenow an der Havel.

### Betriebsstätten des Konzerns
| Ort                                                  | Firmierung                              | Lage | Zeitraum                              | Gründer/Teilhaber | Zeitgenöss. Abb. |
| ---------------------------------------------------- | --------------------------------------- | --- | ------------------------------------- | --- | ---------------- |
| Allenstein, Masuren, Provinz Ostpreußen              | M. Conitzer & Söhne                     | Am Markt 7 | 1907 bis 1935                         | Max Gabriel Berlowitz (1879–1944), Siegfried Bennheim (1873–1926), Alexander Conitzer II (1859–1951), Nathan Conitzer (1857–1933)                                                                                 |                  |
| Aschersleben, Provinz Sachsen                        | Conitzer & Co.                          | Breitestraße 12/13 (Gebäude besteht noch [Fassade 1929 modernisiert], steht unter Denkmalschutz) und Bestehornstraße 5 (Ausstellungsräume, heute: Hecknerstraße 5) | 1905 bis 1933                         | Adolf Conitzer (1866–1943), Arthur Grünbaum (1872–1938) |                  |
| Brandenburg a. d. H. I                               | M. Conitzer & Söhne                     | Hauptstraße 5–8 | 1890 bis ca. 1937                     | Alexander Conitzer II (1859–1951), Alfred Conitzer (1881–1951), Hermann Conitzer (1862–1936), Ernst Wilhelm Boas (1906–1964)                                                                                      |                  |
| Brandenburg a. d. H. II                              | M. Conitzer & Söhne                     | Hauptstraße | 1890 bis ca. 1937                     | Hermann Conitzer (1862–1936), Ernst Wilhelm Boas (1906–1964) |                  |
| Brandenburg a. d. H.                                 | Epege Einheitspreis-Ges.m.b.H.          | | ab 1929                               | Alfred Conitzer (1881–1951) |                  |
| Coburg, Oberfranken                                  | M. Conitzer & Söhne                     | Spitalgasse 19 (Gebäude besteht noch, steht unter Denkmalschutz)                                                                                                   | 1903 bis 1935                         | Max Frank (1865–1938), Adolf Friedländer (1876–1944) |                  |
| Eisleben                                             | A. Goldstein                            | Vikariatsgasse, ab 1900: Sangerhäuser Straße 1–2 | 1888 bis 1938                         | Abraham Goldstein (1830–1878), Abraham Hermann Goldstein (1858–1907), Benno Jakob Goldstein (1864–1946) |                  |
| Gotha, Thüringen                                     | M. Conitzer & Söhne                     | Erfurterstraße 7 (Gebäude besteht noch, steht unter Denkmalschutz)                                                                                                 | 1895 bis 1938; 1948 bis?              | Julius Israelski (1864–1918), Sally Israelski (1870–1949) |                  |
| Hildesheim, Provinz Hannover                         | Löbenstein & Freudenthal                | Hoher Weg 14 | gegr. 1874 (im Konzern 1914 bis?)     | Alfred Conitzer (1881–1951), Hermann Conitzer (1862–1936), Rudolph Conitzer (1851–1932), Max Fleischner, A. Goldstein, Käthe Cohnberg, geb. Conitzer (1883–1987), Betty (Lotte) Jacoby, geb. Conitzer (1895–1990) |                  |
| Insterburg, Ostpreußen                               | Gebr. Jacoby, Manufaktur- und Modewaren | Alter Markt 12 |                                       | Alexander Conitzer II (1859–1951), Familie Jacques Naschelski |                  |
| Königsberg, Preußen                                  | Berliner Warenhaus A. Bennheim          | Französische Straße 8–10 |                                       | Adolf Bennheim (1864–1927) |                  |
| Marienburg, Provinz Westpreußen                      | M. Conitzer & Söhne                     | Hohe Lauben 21/22 (Marktplatz) | 1901 bis 1937                         | Alexander Conitzer II (1859–1951), Nathan Conitzer (1857–1933), Arnold Flatauer (1874–1966) |                  |
| Marienwerder I, Provinz Westpreußen (Stammhaus)      | M. Conitzer & Söhne                     | Markt 44 | 1882 bis 1939                         | Moses Juda Conitzer (1822–1902), Alexander Conitzer II (1859–1951), Hermann Conitzer (1862–1936), Nathan Conitzer (1857–1933)                                                                                     |                  |
| Marienwerder II, Provinz Westpreußen (erste Filiale) | M. Conitzer & Söhne                     | Markt 66 u. 67 | 1886 bis 1939                         | Hermann Conitzer (1862–1936) |                  |
| Merseburg, Provinz Sachsen                           | Conitzer & Co.                          | Weißenfelser Straße | 1928 bis 1935                         | Aron Arthur Conitzer (1874–1943), Arthur Grünbaum (1872–1938) |                  |
| Nordhausen, Provinz Sachsen                          | Modehaus Wilhelm Schönbeck              | Kornmarkt, Ecke Kranichstraße/Baltzerstraße (Gebäude besteht kriegsbedingt nicht mehr)                                                                             | gegr. 1834 (1919 bis 1938 im Konzern) | Alfred Conitzer (1881–1951), Hermann Conitzer (1862–1936), Max Fleischner, Friedrich Wilhelm (Samson) Schönbeck (1855–1912)                                                                                       |                  |
| Osnabrück I                                          | M. Conitzer & Söhne                     | Große Straße 27–29 | 1905 bis 1935                         | Alexander Conitzer II (1859–1951), Nathan Conitzer (1857–1933), Raphael Flatauer (1877–1943), Siegfried Flatauer (1878–1944)                                                                                      |                  |
| Osnabrück II                                         | Flatauer & Co.                          | Möserstraße 26 | 1919 bis 1939                         | Raphael Flatauer (1877–1943), Siegfried Flatauer (1878–1944) |                  |
| Rathenow, Havel                                      | M. Conitzer & Söhne                     | Berliner Straße 21/22, Ecke Fehrbelliner Straße | 1911 bis 1937                         | Hermann Conitzer (1862–1936), Alfred Conitzer (1881–1951), Richard Moses (1887–1951) |                  |
| Schönebeck a. d. Elbe                                | Conitzer & Co.                          | Salzerstraße 15 u. 17 | bis 1938                              | Leo Conitzer (1872–1942) |                  |
| Schwerin, Mecklenburg                                | Epege Einheitspreis-Ges.m.b.H.          | |                                       | Alfred Conitzer (1881–1951) |                  |
| Seehausen, Altmark, Provinz Sachsen                  | Conitzer & Co.                          | Am Markt 9 | ca. 1919 bis 1937                     | Flora Blumenthal, geb. Arendt |                  |
| Stendal, Altmark, Provinz Sachsen                    | Epege Einheitspreis-Ges.m.b.H.          | Breite Straße 51 | ab 1918                               | Alfred Conitzer (1881–1951) |                  |
| Tangerhütte, Altmark, Provinz Sachsen                | Conitzer & Co.                          | Bismarckstraße 20 | ca. 1919 bis 1937                     | Nathan Arendt (1868–1937), Hans Arendt (1903–1968) |                  |
| Tangermünde, Elbe, Provinz Sachsen                   | Conitzer & Co.                          | Hauptstraße | ca. 1919 bis 1938                     | Aron Arthur Conitzer (1874–1943) |                  |
| Uelzen, Hann.                                        | S. Plaut & Cie.                         | Gudesstraße 20 | bis 1936                              | Alfred Conitzer (1881–1951), Hermann Conitzer (1862–1936), Käthe Cohnberg, geb. Conitzer (1883–1987), S. Plaut |                  |

### Conitzer-Warenhäuser außerhalb des Konzerns
| Ort                                     | Firmierung                     | Lage                                                             | Zeitraum          | Gründer/Teilhaber | Zeitgenöss. Abb. |
| --------------------------------------- | ------------------------------ | ---------------------------------------------------------------- | ----------------- | --- | ---------------- |
| Berlin-Friedrichshagen                  | M. Conitzer & Söhne            | Friedrichstraße 114                                              | ca. 1919 bis 1931 | Alexander Conitzer III (1866–1931) |                  |
| Bromberg, Provinz Posen                 | M. Conitzer & Söhne            | Danziger Straße 10–13, Ecke Bahnhofstraße                        | 1910 bis ca. 1929 | Alexander Conitzer II (1859–1951), Nathan Conitzer (1857–1933), Rudolph Conitzer (1851–1932), Martin Davis (1881–1943), Alfred Conitzer (1881–1951) |                  |
| Calbe a./S., Provinz Sachsen            | Conitzer & Co.                 | Querstraße 6 (Gebäude besteht noch; heute: Wilhelm-Loewe-Straße) |                   | |                  |
| Charlottenburg                          | Alexander Conitzer             | Bismarckstraße 44                                                | 1856 bis ca. 1898 | Alexander Conitzer III (1866–1931) |                  |
| Duisburg I                              | Paul Conitzer                  | Knüppelgasse 6/8                                                 | ca. 1907 bis 1919 | Paul Conitzer (1867–1919) |                  |
| Duisburg II                             | Paul Conitzer                  | Beekstraße 30/32                                                 | ca. 1907 bis 1933 | Paul Conitzer (1867–1919), Oskar Conitzer (1903–1942)                                                                                               |                  |
| Gollub, Provinz Westpreußen             | A. Conitzer                    |                                                                  | 1903 bis ca. 1918 | Alexander Conitzer III (1866–1931) |                  |
| Goßlershausen, Provinz Westpreußen      | Alexander Conitzer             | Hauptstraße                                                      | ca. 1902 bis 1919 | Aron Arthur Conitzer (1874–1943), Israel Conitzer (1864–1935), Sally Conitzer (1857–1938), Nathan Arendt (1868–1937)                                |                  |
| Jeschewo I, Provinz Pommern, Preußen    | Conitzer                       |                                                                  | 1848 bis 1850     | Alexander Conitzer I (1823–1898), Moses Juda Conitzer (1822–1902), Oser Conitzer (1828–1889)                                                        |                  |
| Jeschewo II                             | Conitzer                       |                                                                  | 1850 bis 1882     | Alexander Conitzer I (1823–1898), Oser Conitzer (1828–1889)                                                                                         |                  |
| Jeschewo III                            | Conitzer                       |                                                                  | 1856 bis ca. 1889 | Oser Conitzer (1828–1889) |                  |
| Jeschewo IV                             | Conitzer                       |                                                                  | 1856 bis ca. 1898 | Alexander Conitzer I (1823–1898), Oser Conitzer (1828–1889)                                                                                         |                  |
| Schwetz, Preußen                        | Rud. Conitzer                  | Breitestraße/Ecke Großer Markt                                   | 1878 bis 1929     | Rudolph Conitzer (1851–1932), Alfred Conitzer (1881–1951)                                                                                           |                  |
| Preußisch Stargard, Provinz Westpreußen | A. Arens                       |                                                                  | bis ca. 1919      | A. Arens |                  |
| Stolp                                   | Epege Einheitspreis-Ges.m.b.H. |                                                                  |                   | Hans Jacoby (1891–1956), Manfred Otto Conitzer (1904–)                                                                                              |                  |

Die in der o. g. Tabelle gelisteten Standorte Bromberg, Gollub, Goßlershausen, Schwetz und Preußisch Stargard schieden etwa 1920 aus dem Konzernverbund aus, da die bis dahin deutschen Ortschaften auf Basis des Friedensvertrages von Versailles an Polen fielen.

## Zentraleinkauf
1908 hatten sich 12 Filialen des gebildeten Warenhauskonzerns M. Conitzer & Söhne darauf verständigt, ihren Direkteinkauf bei den Herstellern gemeinsam zu organisieren, um für ihre Kunden den Preisvorteil aufrechtzuerhalten und zu verbessern. Dies betraf alle Standorte von M. Conitzer & Söhne, die Firmen Berliner Warenhaus A. Bennheim in Königsberg, Alexander Conitzer in Goßlershausen und Jeschewo, Conitzer & Co. in Aschersleben, Rud. Conitzer in Schwetz sowie A. Goldstein in Eisleben. Zu späteren Zeitpunkten schlossen sich weitere Warenhäuser dem Einkaufsverbund von M. Conitzer & Söhne an, die unter Conitzer & Co. firmierenden Kaufhäuser in Merseburg, Seehausen, Tangerhütte und Tangermünde, die Einheitspreis-Geschäfte Epege in Schwerin und Stendal, die Firmen Gebr. Jacoby in Insterburg, Löbenstein & Freudenthal in Hildesheim, S. Plaut in Uelzen sowie das Modehaus Wilhelm Schönbeck in Nordhausen. Als Standort wählte man dafür die Reichshauptstadt aus. Dort richtete man das Engros- und Einkaufshaus für Textilwaren ein, das anfangs in der Poststraße 24/25 residierte, ab April 1913 in der Wallstraße 76–79 (Gebäude erhalten, es beherbergte später den Dietz-Verlag, heute die Australische Botschaft). Um Großhandelspreise in Anspruch nehmen zu können, wurde 1920 die Webwarenactiengesellschaft (WEBAG) gegründet (1940 erloschen).
Mit Wirkung zum 1. Januar 1927 traten die dem Berliner Konzern M. Conitzer & Söhne zu diesem Zeitpunkt angehörenden 22 Kaufhäuser zum Zweck des gemeinschaftlichen Einkaufs der Einkaufszentrale des Warenhausunternehmens Hermann Tietz bei. Der Jahresumsatz des Konzerns M. Conitzer & Söhne lag zu dieser Zeit bei 30 Millionen Reichsmark, der von Hermann Tietz beim Zehnfachen dieses Betrages. Mit dieser Änderung verbunden war ein Umzug des Engros- und Einkaufshauses für Textilwaren in die Markgrafenstraße 28. Lt. Berliner Handelsregister, das die Gründung für 1908 verzeichnet, erlosch dieses Unternehmen 1936.
Das zentrale Büro des Konzerns M. Conitzer & Söhne wurde vom Dezember 1933 bis Ende 1938 in das Kaufhaus Hermann Tietz in Berlins Leipziger Straße 46–49 (am Dönhoffplatz) verlegt.

## Architektur

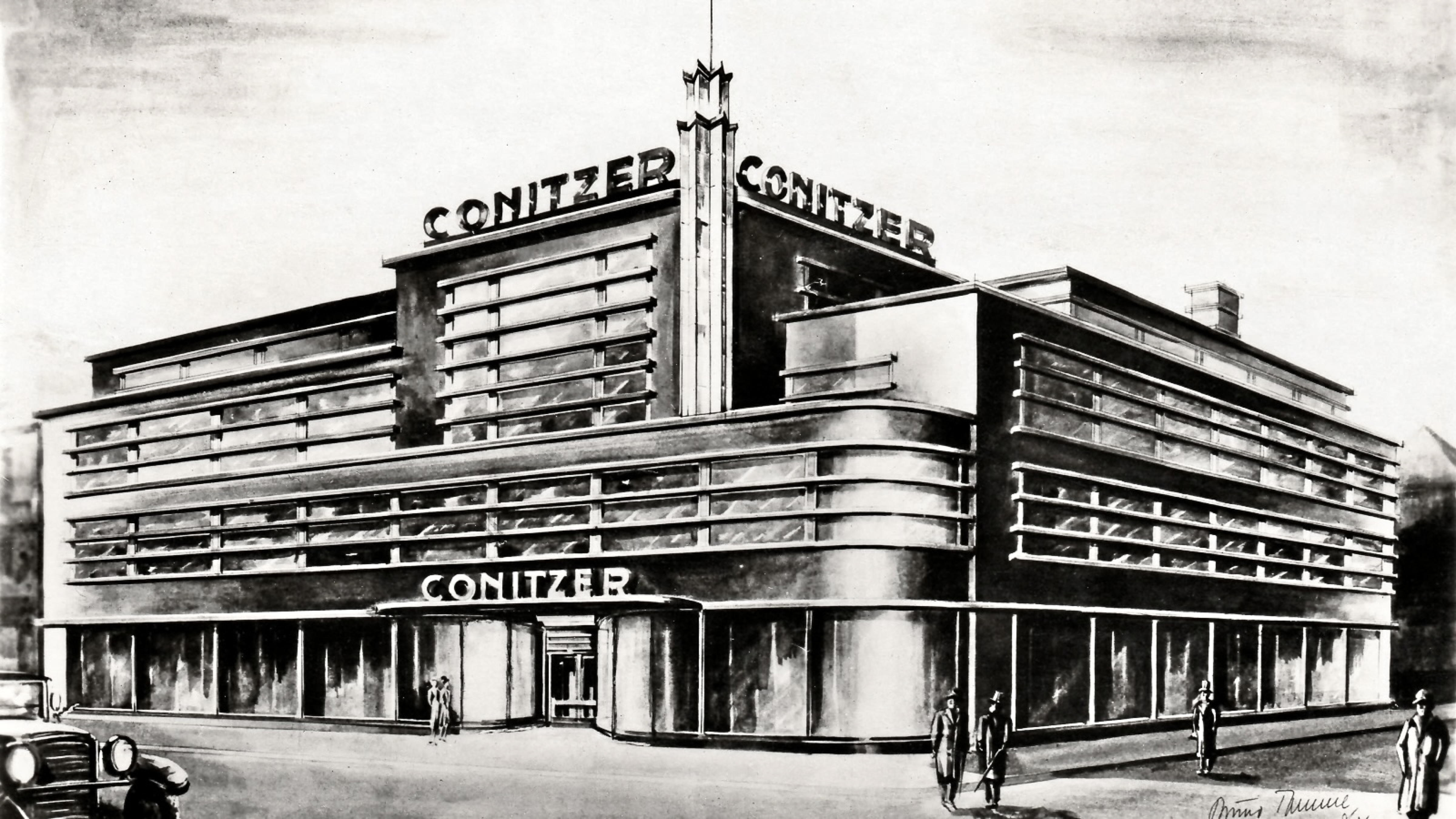
M. Conitzer & Söhne, Gotha, Erfurterstraße 7

Ein herausragendes Beispiel moderner Kaufhausarchitektur war das Gebäude in Gotha, das 1928 im Stil der Neuen Sachlichkeit des Bauhauses  errichtet wurde. Bruno Tamme plante den Neubau, der ein klassizistisches Gebäude von Richard Klepzig aus dem Jahr 1904 ersetzte. Damals stand eine Vielzahl von Bürgern der ehemaligen Residenzstadt dem neumodischen Gebäude mit hoch aufragender Art-déco-Lichtsäule ablehnend gegenüber, ein Umstand, der sich auch auf den Geschäftsverlauf des „Moses-Kaufhauses“ auswirkte. Die Lichtsäule des Kaufhauses M. Conitzer & Söhne bestand bis zum Jahr 1988 (zu DDR-Zeiten mit Stilbruch durch aufgesetztes Kürzel HO), ihre Wiedererrichtung wird als unwahrscheinlich eingeschätzt.

## Zeit des Nationalsozialismus
Nach der Machtabtretung an die Nationalsozialisten sahen sich die Kaufhäuser des Konzerns Boykottaufrufen und weiteren Schikanen ausgesetzt. Dokumentiert ist beispielsweise eine schriftliche Beschwerde von Rudolf Aron Conitzer für das Kaufhaus Conitzer & Co. in Schönebeck/Elbe vom 3. Oktober 1934 beim örtlichen Polizeiamt. In der Folge wurden die jeweiligen jüdischen Anteilseigner dazu genötigt, weit unter Wert an „arische“ Geschäftsleute zu verkaufen. Beispielsweise wurden das Conitzer-Stammhaus in Marienburg, die beiden Standorte in Marienwerder und weitere Liegenschaften auf Betreiben von Helmut Horten durch die beiden Firmen Hille & Co. und Rump & Co., an denen er mit 29,51 % bzw. 50 % beteiligt war, Moses Conitzers Enkel Arnold Flatauer (1874–1966) abgekauft. Bei Rump & Co. war Horten geschäftsführender Gesellschafter. Die Arisierungsabgabe, eine Steuer, die eigentlich vom Käufer zu leisten war, wurde teilweise den Verkäufern aufgebürdet, um diese weiter zu schröpfen. Der geringe verbleibende Erlös aus dem Verkauf musste auf ein Sperrkonto eingezahlt werden, von dem nur inländische Verbindlichkeiten beglichen werden durften. Vor der häufig erzwungenen Emigration der Juden mussten sie die erhebliche „Reichsfluchtsteuer“ und hohe Gebühren für auszuführende Wertsachen entrichten. Verbliebenes Vermögen expatriierter (ausgebürgerter) Juden fiel nach der Elften Verordnung zum Reichsbürgergesetz vom 25. November 1941 entschädigungslos an den NS-Staat.

## Bekannter Mitarbeiter des Konzerns

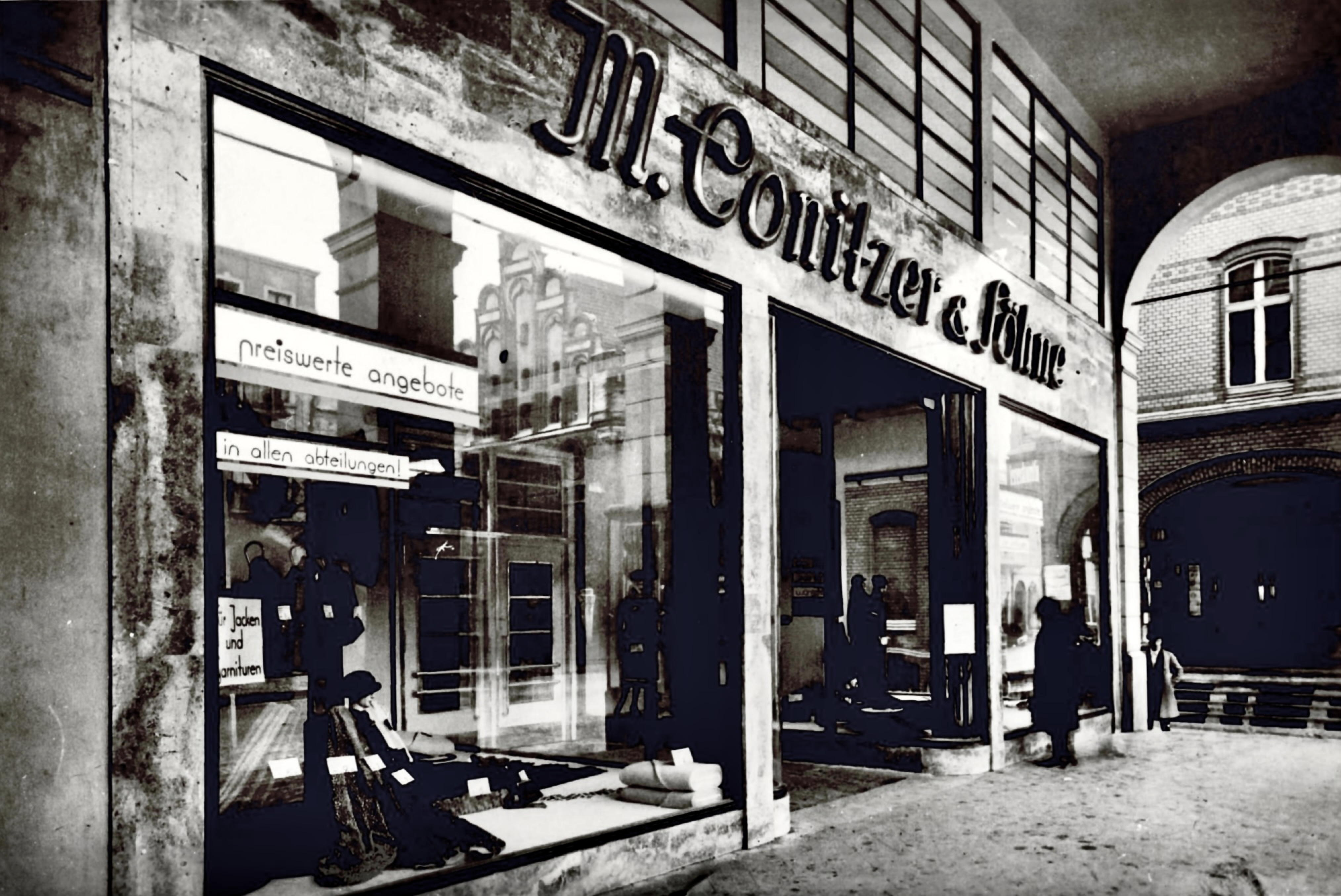
In diesem Kaufhaus (Marienburg, Westpreußen) beriet 1937 Textilfachverkäufer Heinz Galinski bis zur „Arisierung“ seine Kunden

Heinz Galinski absolvierte im ostpreußischen Elbing eine Lehre als Textilkaufmann im Kaufhaus Gebr. Lublinski für Modewaren und Confection, Alter Markt 51, wurde von diesem als fester Angestellter übernommen, aber im Zuge der „Arisierung“ des Kaufhauses entlassen. Galinski wurde daraufhin durch das Textilwarenhaus M. Conitzer & Söhne in seiner Geburtsstadt Marienburg, in der seine Eltern ein eigenes Textilgeschäft betrieben, angestellt. Nachdem auch dieses Conitzer-Haus 1937 „arisiert“ wurde, wechselte er noch als Verkäufer zu deren Filiale in Rathenow an der Havel. Dort lernte er seine künftige Ehefrau Gisela Jacobsohn (geboren am 30. Juli 1918 in Karlsruhe; ermordet am 4. April 1943 im Vernichtungslager Birkenau, Generalgouvernement) kennen. Von 1949 bis 1992 fungierte er als Vorsitzender der Jüdischen Gemeinde zu Berlin und von 1954 bis 1963 als erster Vorsitzender des Zentralrates der Juden in Deutschland, erneut Vorsitzender von 1988 bis 1992.